# 福賽斯縣 (喬治亞州)
福賽斯县（英語：Forsyth County）是美國喬治亞州北部的一個縣。面積641平方公里。根據美國2000年人口普查，共有人口140,383人。縣治卡明（Cumming）。
成立於1831年。縣名紀念美國國務卿約翰·福賽思。